# Sylvestre-Antoine Bragouse de Saint-Sauveur
Louis Sylvestre-Antoine Bragouse de Saint-Sauveur, né le 22 février 1748 et mort le 8 août 1825 à Paris, est évêque nommé de Poitiers en 1809 par l'Empereur, non confirmé par le pape.

## Biographie
Né à Meyrueis le 22 février 1748 dans un couple issu de deux familles nouvellement converties, Louis Sylvestre-Antoine Bragouse de Saint-Sauveur est le fils de Pierre Bragouse de Saint-Sauveur, ancien capitaine d'infanterie, chevalier de l'ordre royal et militaire de Saint-Louis, commandant de Meyrueis et seigneur de Camprieu, où il exploite un filon de galène argentifère (entre 1776 et 1789), lui-même fils de François Bragouse (1687-1753) qui a acheté la seigneurie de Saint-Sauveur (des Pourcils) en 1732, et de Madeleine-Suzanne de Thomassy, fille du seigneur de Gatuzières. 
Grand vicaire d'Arthur Richard Dillon, le dernier archevêque de Narbonne, en 1789, Sylvestre-Antoine Bragouse de Saint-Sauveur se réfugie dans sa ville natale lors des événements révolutionnaires et refuse de prêter le serment constitutionnel. Il devient curé provisoire de la paroisse de Meyrueis en 1794. 
Nommé curé archiprêtre de la cathédrale de Mende (1803), il en devient vicaire général en 1805. Le 31 mars 1809, Napoléon Ier le nomme évêque de Poitiers. Le pape Pie VII refuse motu proprio de le confirmer car cette nomination n'est pas régulière. Il administre néanmoins ce diocèse jusqu'à la Restauration sans jamais recevoir la confirmation épiscopale, puis se retire ensuite à Paris où il meurt en 1825.
Son frère, François Guillaume Bragouse de Saint-Sauveur, premier lieutenant-colonel du régiment de Navarre, puis colonel du régiment d'Auxerrois en 1792, il est chevalier de l'ordre royal et militaire de Saint-Louis, et seigneur de Saint-Sauveur. Émigré à la Révolution, il est condamné à mort et  son hôtel particulier meyrueisien du XVIIe siècle est vendu comme bien national en 1794. À son retour en France, il tente de reprendre l'entreprise d'extraction d'argent de Camprieu en 1804 mais décède l'année suivante (1805). En 1808, la famille Bragouse obtient une concession de cinquante ans pour cette mine mais y renonce dès 1822 sans l'avoir exploitée.